# NGC 164
NGC 164 est une galaxie spirale située dans la constellation des Poissons. NGC 164 a été découverte par l'astronome allemand Albert Marth en 1864.

## Caractéristiques
Sa vitesse par rapport au fond diffus cosmologique est de 5 641 ± 24 km/s, ce qui correspond à une distance de Hubble de 83,2 ± 5,8 Mpc (∼271 millions d'al).